# Весела Лечева
Весела Николаева Лечева е българска състезателка по спортна стрелба, председател на Българския стрелкови съюз, член на Комисия към МОК, председател на Българския олимпийски комитет (БОК), бивш депутат, председател на Държавната агенция за младежта и спорта 2005-2009 и служебен министър на младежта и спорта в първото и второто служебно правителство на Гълъб Донев.
Избрана е за председател на Българския олимпийски комитет на 19 март 2025 година.

## Биография
Весела Лечева е родена във Велико Търново на 20 май 1964 г. Живее в София. Завършва Националната спортна академия. Притежава научна степен – доктор /2009/. Специалност: Теория и методика на физическото възпитание и спортната тренировка. Тема на дисертационния труд: Изследване на ситуативната психофизическа готовност на състезатели по спортна стрелба.

### Личен живот
Омъжена е за Манол Велев до смъртта му на 25 март 2022 г. Известно време преди смъртта му Цветомир и Боян Найденови, бивши бизнес партньори на Васил Божков, споменават в интервю, че той им признал, че е поръчал убийството на Манол Велев.
Весела Лечева има син, Мартин Велев. В свободното си време плува, играе тенис и кара ски. Удостоена със званието Почетен гражданин на Велико Търново.

## Спортна кариера
Весела Лечева е състезател по спортна стрелба, а неин личен треньор е баща й – Николай Лечев, един от най-добрите и успешни специалисти в света. Награден с почетен диплом за най-добър треньор на столетието с принос към стрелковия спорт от Международната федерация през 2007г в Мюнхен. 
Започва да се занимава със спортна стрелба още на 11-годишна възраст, като преди това тренира волейбол в родния си град. Най-голямото постижение в спортната й кариера са двата сребърни медала от Олимпийски игри. Печели сребърен медал от Олимпийските игри в Сеул 1988 г. и сребърен медал от Олимпийските игри в Барселона 1992 г. Тя е петкратен световен шампион – Зул 1986 /два златни медала/, Будапеща 1987, Сараево 1989, Москва – 1990 Състезател с най много световни титли и до днес в олимпийските дисциплини на пушка жени.
4 пъти е носител на Световната купа, заедно с още 3 сребърни и 2 бронзови медала /1986-1999/ Според статистиката на Международната федерация по спортна стрелба Вeсела Лечева е с най много спечелени титли в турнирите за Световната купа, за всички времена– 31 златни, 13 сребърни и 11 бронзови медала /1985-1999/ От Европейски първенства - 8 златни, 2 сребърни и 3 бронзови медала Избрана за стрелец номер 1 на ХХ век в света в анкетата на Световната федерация по спортна стрелба. 
Председател на Българския стрелкови съюз от 2022 г., преизбрана на поста през юли 2023 г. 
Весела Лечева е член на комисията по "Обществените въпроси и корпоративните комуникации" в МОК.
Тя е член на Българския олимпийски комитет (БОК) от 2003 г. 
На 19 март 2025 г. е избрана за председател на БОК.  

## Политическа кариера
Весела Лечева е народен представител в 39-ото /2001-2005/, 40-ото /2005-2009/, 44-ото /2017-2021/ 45-ото /април 2021- юни 2021/. Народно събрание от гражданската квота на Българската социалистическа партия. 
Като народен представител е заместник-председател на Постоянната комисия по въпросите на децата, младежта и спорта, а в мандата /2017-2021/ и зам.-председател на Постоянната комисия по социална политика.
Председател на Държавната агенция за младежта и спорта /2005-2009/ в правителството на министър-председателя Сергей Станишев. Под нейното ръководство институцията става двигател на множество програми, насочени към достъп до спорт на децата в училище, както и за подкрепа и развитие на млади спортни таланти – като „Научи се да караш ски“, „Научи се да играеш тенис“, Научи се да плуваш“. Програми, които се реализират и до днес. 
Министър на младежта и спорта в правителствата на министър-председателя Гълъб Донев /август 2022 – юни 2023/. 
 
В рамките на мандата на министър Весела Лечева беше открита една от най-големите зали в страната „Арена Бургас“ след дълги години на очакване това да се случи, проблеми с инвестицията, строителя и сроковете. Строежът на залата беше започнат през 2014-а, а пускането на залата в експлоатация се забави с над 2 години. Благодарения на усилията на ММС, за завършването на залата не бяха похарчени допълнителни средства от държавния бюджет. 
С разпореждане на Весела Лечева като принципал е създадено съвместното дружество „Спортни имоти Българска армия" между ПФК ЦСКА-София и държавата в лицето на „Сердика спортни имоти“. В него футболният клуб и държавата имат равни дялове - по 50%, а ангажиментът, поет от частния инвеститор, е да направи пълна реконструкция на стадион "Българска армия" в София. 
В мандата на министър Весела Лечева беше направена и реализирана нова политика по отношение на българските треньори и тяхното заплащане, така че най-добрите специалисти да могат да останат да работят в страната.

## Постижения
- Сребърен медал на Олимпийските игри в Сеул през 1988 г.
- Сребърен медал на Олимпийските игри в Барселона през 1992 г.
- Петкратен световен шампион
- Осемкратен европейски шампион
- Четирикратен носител на Световната купа
- Избрана за стрелец номер 1 на ХХ век в анкетата на Световната федерация по спортна стрелба